# گرتا کارلسون
گرتا کارلسون (به انگلیسی: Greta Carlsson) (زادهٔ ۷ ژوئیهٔ ۱۸۹۸) شناگر اهل سوئد است.